# Hesperocorixa sahlbergi
Hesperocorixa sahlbergi är en insektsart som först beskrevs av Franz Xaver Fieber 1848.  Hesperocorixa sahlbergi ingår i släktet Hesperocorixa, och familjen buksimmare. Arten är reproducerande i Sverige.